# Confluencia de senos
La confluencia de senos (latín: confluens sinuum), torcular Herophili, o torcula es el punto de conexión del seno sagital superior, seno recto, y seno occipital. Se encuentra en la profundidad de la protuberancia occipital del cráneo. La sangre que llega a este punto procede a drenar en los senos transversos izquierdo y derecho.  El seno sagital superior suele drenar (exclusiva o predominantemente) en un seno transverso, y el seno recto drena en el otro.
Un término más antiguo utilizado a menudo para la confluencia de los senos "torcular Herophili", describe las venas como un canal  y honra a Herophilos, el anatomista griego que fue el primero en utilizar cadáveres para el estudio sistemático de la anatomía.  Este término se refiere más precisamente a la concavidad en el hueso que es la ubicación de la confluencia de los senos paranasales.

## Imágenes adicionales

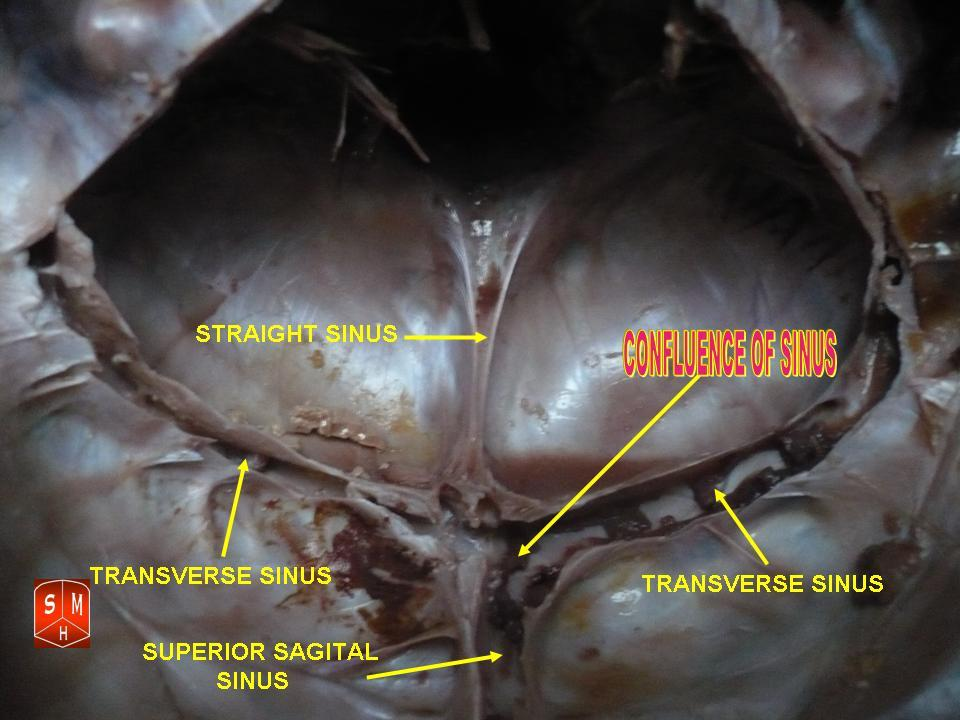
Confluencia de los senos paranasales